# Pugny-Chatenod
Pugny-Chatenod este o comună în departamentul Savoie din sud-estul Franței. În 2009 avea o populație de 907 de locuitori.

## Evoluția populației
| An        | 1975 | 1982 | 1990 | 1999 | 2006 | 2009 |
| --------- | ---- | ---- | ---- | ---- | ---- | ---- |
| Populație | 328  | 443  | 622  | 704  | 833  | 907  |